# Championnat du Venezuela d'échecs
Le championnat du Vénézuela d'échecs est une compétition qui permet de désigner le meilleur joueur d'échecs du Vénézuela. 

## Histoire du championnat du Vénézuela
La première édition, non officielle, de cette compétition a eu lieu en février 1891. Il s'agissait d'un match dans lequel le Dr Rafael Ruíz a battu Rafael Pittaluga (7 victoires, deux matchs nuls et 4 défaites). Lors d'une rencontre suivante, trois ans plus tard, Rafael Ruíz conserve son titre officieux en faisant match nul avec Carlos Perret Gentil (7 victoires, 6 nulles, 7 défaites) en 1894.
Carlos Perret Gentil a remporté le titre de champion (officieux) en 1907 et il a conservé ce titre jusqu'à sa mort en 1936.
Le premier championnat national vénézuélien officiel a été organisé par la fédération vénézuélienne des échecs (Federación Venezolana de Ajedrez, FVA) en 1938. Il est remporté par Jaime Bograd (de Roumanie) devant Sady Loynaz Páez (du Venezuela). C'est ce dernier qui est titré champion national du Venezuela. 
Sady Loynaz Páez a pu défendre victorieusement son titre face au Dr Manuel Acosta Silva (Caracas, 1939), José León García Díaz (Maracaibo, 1943), Omar Benítez (Caracas, 1944) et Héctor Estévez (Caracas, 1946). 
Sady Loynaz mourut en 1950 et la fédération vénézuélienne organise alors deux tournois distincts pour lui trouver un successeur. L'un des tournois (Campeonato Nacional) est réservé aux vénézuéliens et l'autre (Campeonato de Extranjeros) pour les étrangers résidant au Venezuela. Ils se déroulent à Caracas en décembre 1950. Le premier tournoi a été remporté par Julio García, devant Irwin Perret Gentil, et le second par Gerardo Budowski (de France), devant Andrés Sadde (de Lettonie).
En 1951, Gerardo Budowski bat Julio García 6-0, dans un match pour le titre de champion absolu du Vénézuela (Campeón Absoluto de Venezuela).

## Vainqueurs
| Année     | Vainqueur                                                           | Championne féminine             |
| --------- | ------------------------------------------------------------------- | ------------------------------- |
| 1891–1906 | Rafael Ruíz, champion officieux                                     |                                 |
| 1907–1936 | Carlos Perret Gentil, champion officieux                            |                                 |
| 1938–1950 | Sady Loynaz Páez, (premier champion officiel)                       |                                 |
| 1951      | Gerardo Budowski (champion absolu) Julio García (champion national) |                                 |
| 1952-1953 | Eduardo Ortega                                                      |                                 |
| 1954      | Andrés Sadde                                                        |                                 |
| 1955      | Antonio Medina                                                      |                                 |
| 1956      | Antonio Medina                                                      |                                 |
| 1958      | Antonio Medina                                                      |                                 |
| 1960      | Salvador Díaz                                                       |                                 |
| 1961      | (Napoleón) Alberto Caro                                             |                                 |
| 1962      | Manuel Belmonte                                                     |                                 |
| 1963      | (Napoleón) Alberto Caro                                             |                                 |
| 1964      | Laszlo Tapaszto                                                     |                                 |
| 1965      | Wasil Letchinsky                                                    |                                 |
| 1966      | Laszlo Tapaszto                                                     |                                 |
| 1967      | Juan Robles                                                         |                                 |
| 1968      | (Napoleón) Alberto Caro                                             |                                 |
| 1969      | Geber Villarroel                                                    |                                 |
| 1970      | Anibal Gamboa                                                       |                                 |
| 1971      | Laszlo Tapaszto                                                     |                                 |
| 1972      | (Napoleón) Alberto Caro                                             |                                 |
| 1973      | (Napoleón) Alberto Caro                                             |                                 |
| 1974      | Julio Ostos                                                         |                                 |
| 1975      | Francisco Carreras                                                  |                                 |
| 1976      | Antonio Palacios                                                    |                                 |
| 1977      | Jorge Cuellar                                                       |                                 |
| 1978      | Salvador Díaz                                                       | Maria Edelmira Garcia La Rosa   |
| 1979      | Rodrigo Fontecilla, Rafael Escalante                                | Layde Cacique de De Francisco   |
| 1980      | Julio Ostos                                                         | Carolina Delgado                |
| 1981      | Pas de championnat                                                  | Maglene Sierraalta de Matos     |
| 1983      | Laszlo Tapaszto                                                     | Maria Edelmira Garcia La Rosa   |
| 1984      | José Luis Guerra                                                    | Luz Estela Niño                 |
| 1985      | Julio Ostos                                                         | Amelia Hernandez                |
| 1986      | Pas de championnat                                                  | Amelia Hernandez                |
| 1987      | Julio Ostos                                                         | Luisana Mujica                  |
| 1988      | Hernando Guzmán                                                     | Maria Edelmira Garcia La Rosa   |
| 1990      | Laszlo Tapaszto                                                     | Pas de championnat              |
| 1991      | Noel Navas                                                          | Pas de championnat              |
| 1992      | Pas de championnat                                                  | Amelia Hernandez                |
| 1994      | Juan Rohl                                                           | Amelia Hernandez                |
| 1995      | Laszlo Tapaszto                                                     | Aleidi Martinez Tibaire de Pool |
| 1996      | Alexander Hernández                                                 | Tibaire de Pool                 |
| 1997      | Oliver Soto                                                         | Maria Urbano                    |
| 1998      | Johann Álvarez                                                      | Sarai Sanchez                   |
| 1999      | Juan Rohl                                                           | Sarai Sanchez                   |
| 2000      | Julio Ostos                                                         | Aleidi Martinez                 |
| 2001      | Johann Álvarez                                                      | Maria Carolina Blanco           |
| 2003      |                                                                     | Aliris Sanchez                  |
| 2005      | Eduardo Iturrizaga                                                  | Irene Han                       |
| 2006      | Eduardo Iturrizaga                                                  | Maria Ubaldo Suarez             |
| 2007      | Eduardo Iturrizaga                                                  | Maria Ubaldo Suarez             |
| 2008      | Eduardo Iturrizaga                                                  | Leonela Gutierrez               |
| 2009      | Johann Álvarez                                                      | Sarai Sanchez                   |
| 2010      | Pedro Martinez Reyes                                                | Tilsia Varela                   |
| 2011      | Félix Ynojosa                                                       | Jorcerys Montilla               |
| 2012      | Félix Ynojosa                                                       |                                 |
| 2013      | Félix Ynojosa                                                       | Tairu Rovira                    |
| 2014      | José Gascón                                                         | Tairu Rovira                    |
| 2015      | Jaime José Romero Barreto                                           | Jorcerys Montilla               |
| 2018      | Ronald Jesus Brizuela Abreu                                         | Amelia Hernandez                |
| 2019      | Eduardo Iturrizaga                                                  | Tairu Rovira                    |
| 2020      | Franklin Palomo                                                     |                                 |
| 2021-2022 | Kevin Sanchez Alvarez                                               | Clara Pena Gonzalez             |
| 2023-2024 | Felix Ynojosa                                                       | Tairu Rovira Contreras          |

## Champions d'échecs par correspondance
1. Alberto Barreras Garcia (2003-2007)  [3]
2. Cesar Reyes Maldonado (2013-2014)  [4]
3. Jesus Verenzuela (2014)  [5]
4. Marcos Galue (2015)  [6]
5. Carlos Guerrero Morales (2016-2017)  [7]
6. Cesar Reyes Maldonado, Jonathan Ramirez, Anthonny Cubides (2017)  [8]
7. Roberto Sayas (2018)  [9]
8. Gerardo Isea Fernandez (2019-2020)  [10]
9. Meiro Gonzalez Gil (2020-2021)  [11]